# Brandan de Conflert
Brandà o Brandan el Navegant o el Viatger, en gaèlic, Breandán, en anglès, Brendan, (Ciarraight Luachra, Irlanda, ca. 484 – Annaghdown, ca. 578) va ser un dels grans monjos evangelitzadors irlandesos del segle vi. Abat del monestir de Clonfert (Galway, Irlanda), que havia fundat el 558 o 564, va ser el protagonista d'una de les narracions medievals més conegudes de la cultura celta: la Navigatio Sancti Brandani, obra redactada el segle X o XI i que va tenir una gran difusió, i es va traduir moltes llengües. Diverses confessions cristianes el veneren com a sant.

## Vida
Brandan havia nascut cap al 484 a Fenit, el port de Tralee (comtat de Kerry) i era fill de Find Loga i germà de Santa Bríg. Batejat a Tubrid, prop d'Ardfert, per Sant Erc del Kerry, va ser criat per Santa Ita de Killeedy, la "Brígida de Munster", i va completar els estudis amb Sant Jarlath de Tuam. Erc el va ordenar sacerdot el 512.
Va ser un dels "Dotze apòstols d'Irlanda" que estudiaren a l'escola de Sant Finnian de Clonard. Fou amic de Santa Brígida d'Irlanda, Sant Columbà, Sant Enda d'Aran i Sant Brandan de Birr. Entre 512 i 530 va construir monestirs i esglésies a Ardfert, Enach Dúin (Annaghdown), Aleth, Plouaret, Inchquin Island i Shankeel (Seana Cill) als peus de l'anomenat Mont Brandon.
En 559 fundà el monestir i l'escola de Clonfert al comtat de Galway; es diu que l'escola va arribar a tenir 3.000 alumnes i que la regla del monestir va ser donada a Brandan per un àngel. El sant morí a Amaghdown quan visitava sa germana i va ser soterrat a Clonfert.

## Veneració
Se'n celebra la festa el 16 de maig. En algunes contrades (Irlanda, etc.) és patró dels mariners. Sant Brandan té especial devoció a Irlanda, al comtat de Kerry, les Illes Britàniques, Bretanya, Normandia i Flandes.

### Llegenda del Viatge de Sant Brandan
La llegenda del Viatge de Sant Brandan es difongué arreu d'Europa mitjançant la Navigatio sancti Brendani, narració llatina redactada a Irlanda cap al segle X o XI. Segons aquesta, va partir el 22 de març del 516 del monestir de Seana Cill amb disset monjos, en un vaixell. Volien trobar el camí del Paradís Terrenal. Després d'un llarg viatge, van arribar a un mar ple d'illes, la identitat del qual ha originat controvèrsies: podria tractar-se de Terranova —cosa que faria que haguessin estat els primers europeus a arribar-hi—, les illes del mar Carib o les illes Canàries (on encara és viva la llegenda de l'Illa de Sant Borondón, illa que apareix i desapareix i que ningú no ha pogut trobar en buscar-la). La llegenda diu que els monjos van fer la missa de Pasqua en una de les illes, que va resultar ser una balena: potser d'aquí va néixer la llegenda d'una illa errant a l'oceà Atlàntic.

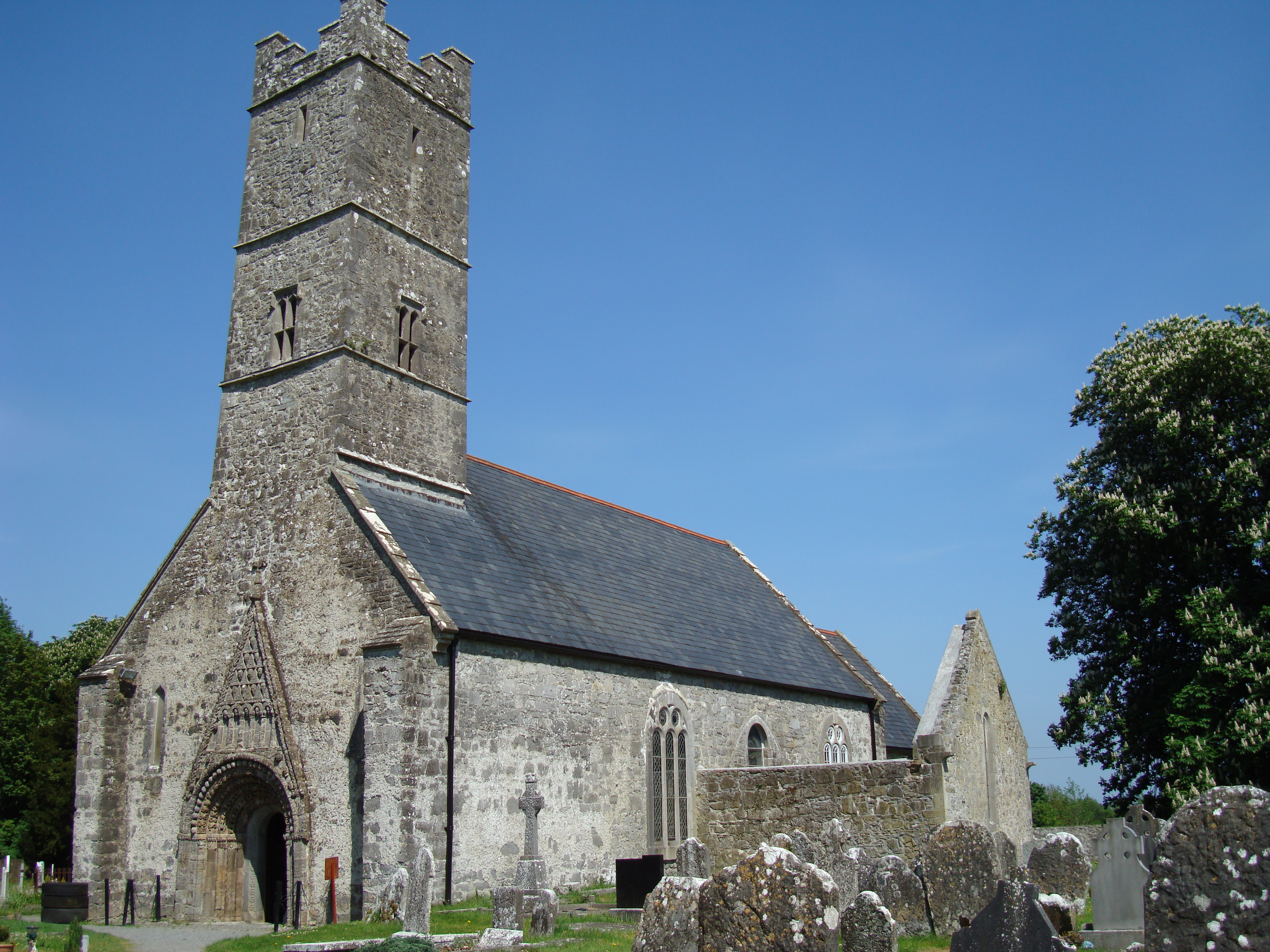
Catedral de Clonfert, antic monestir de St. Brandan
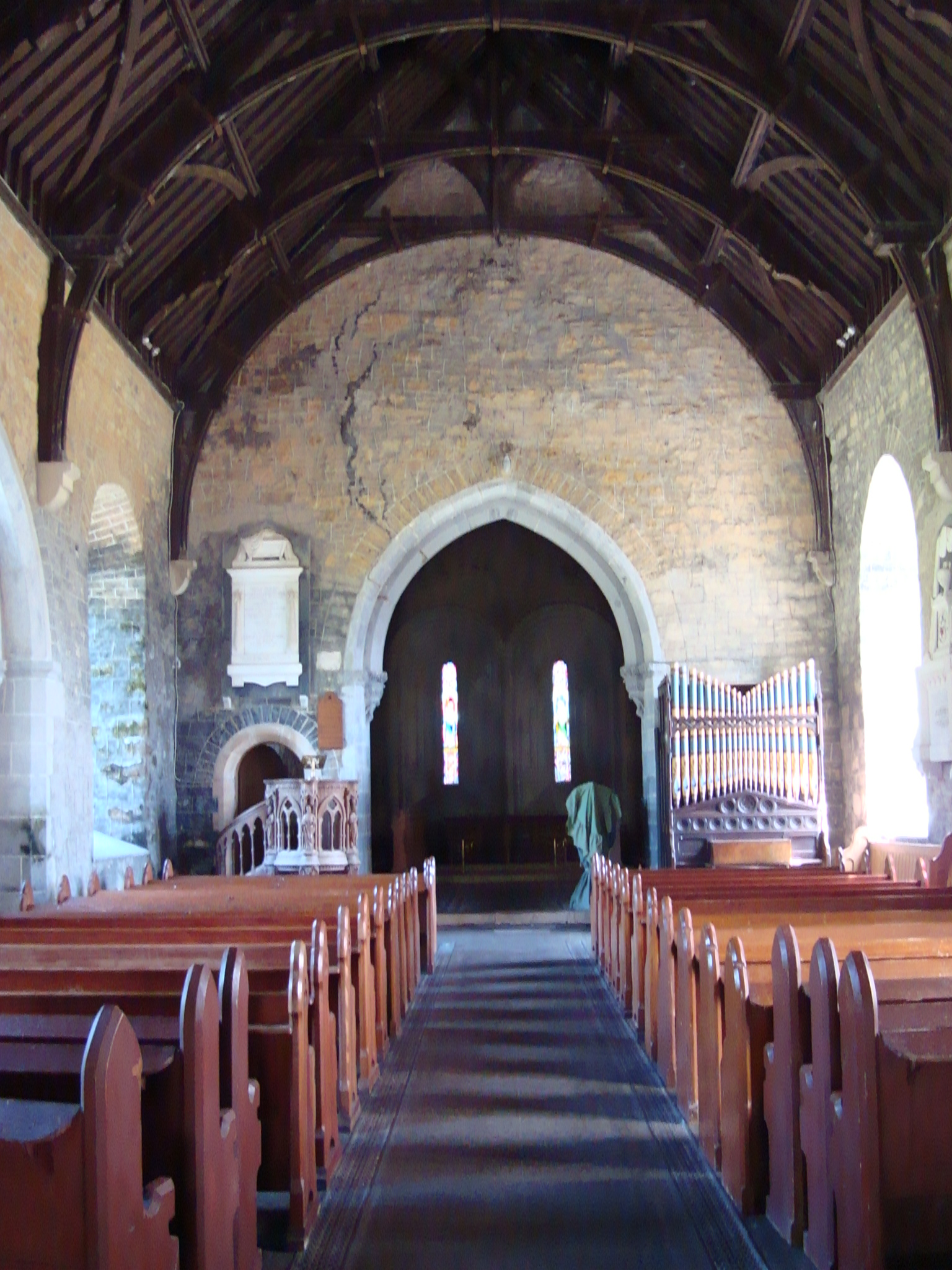
Interior de la catedral, lloc d'enterrament del sant
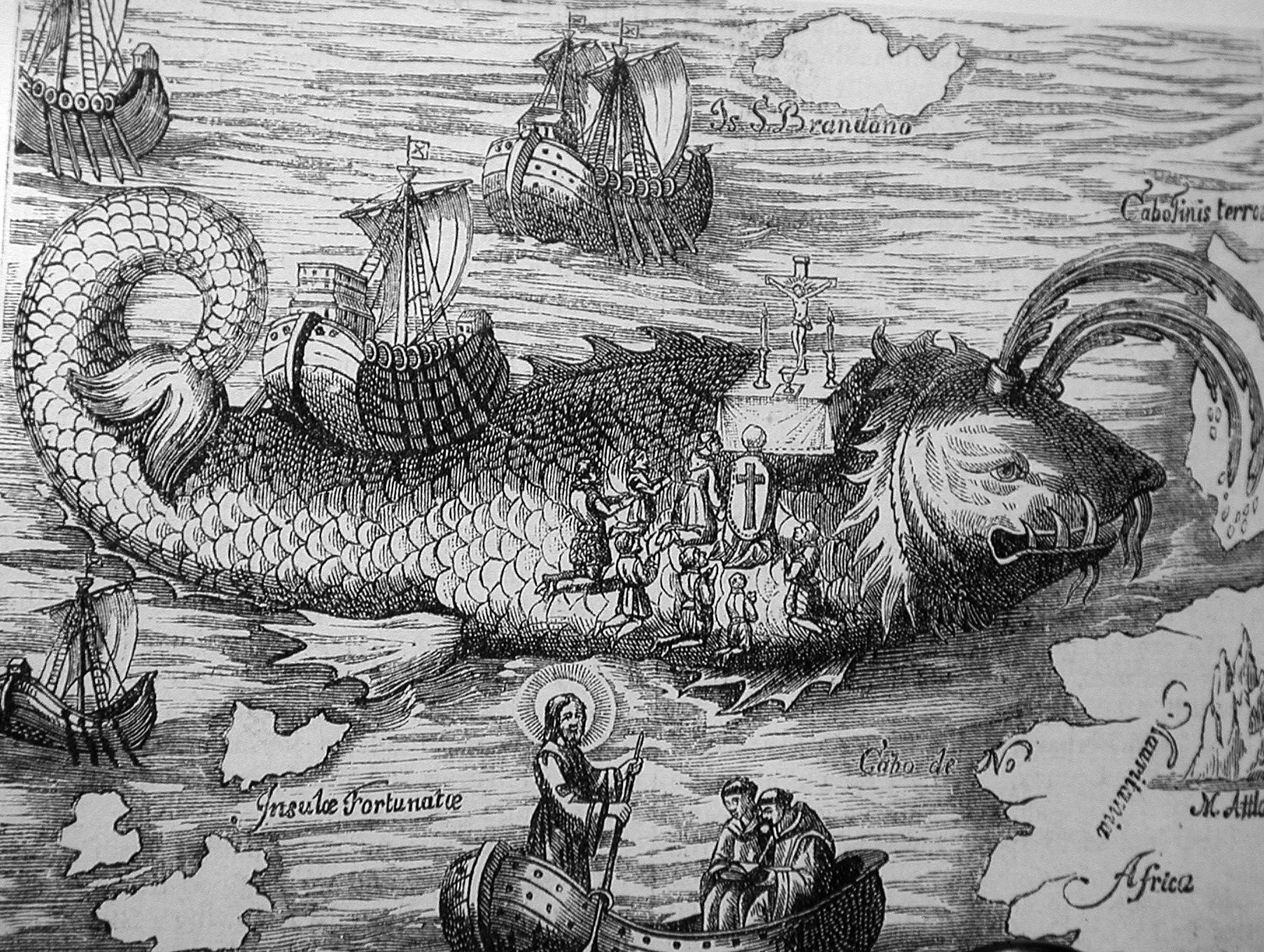
Sant Brandan fent missa sobre la balena
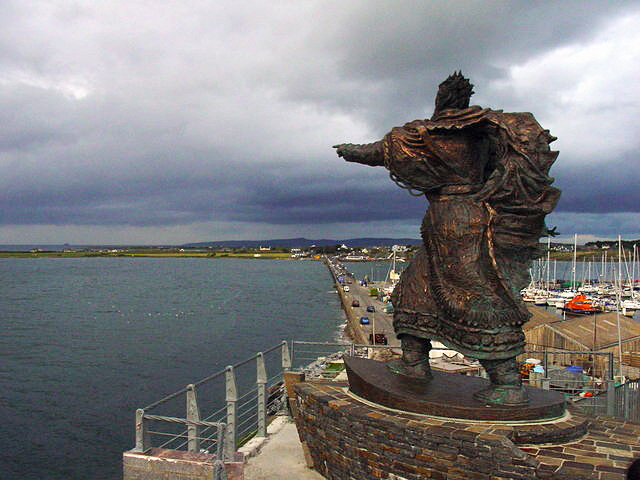
L'estàtua moderna a l'illa Samphire